# Сергій Плеханов
Сергій Плеханов (нар. 7 травня 1946, Москва) — доцент кафедри політології Йоркського університету в Торонто, провінція Онтаріо, Канада, а також колишній заступник директора Інституту досліджень США та Канади в Росії.

## Освіта та кар'єра
Плеханов отримав магістра міжнародних відносин Московського державного інституту міжнародних відносин і кандидат філософських наук. В історії з Інституту вивчення США та Канади Радянської Академії наук. З 1988 до 1993 року він був заступником директора Інституту вивчення США та Канади. З 1985 до 1990 року доктор Плеханов брав участь у розробці політики реформ Михайла Горбачова та брав участь у російському демократичному русі. З 1992 року викладає як запрошений професор у Каліфорнійському університеті в Ірвіні та в Occidental College (Лос-Анджелес). Серед його сфер інтересів — російська політика та зовнішня політика, історія російського комунізму, проблеми посткомунізму, американо-російські відносини, а також місцеві, регіональні та глобальні аспекти кризи в Афганістані. Він пише книгу про американо-російські відносини.
З 1989 до 1991 року доктор Плеханов працював консультантом з радянських справ у CBS News, а з 1991 до 1992 року був консультантом з виробництва телевізійного фільму HBO Сталін у ролі Роберта Дювалла.

## Поточні позиції та письмові роботи
- Доцент кафедри політології Йоркського університету
- Координатор програми посткомуністичних досліджень Йоркського центру міжнародних досліджень та досліджень в галузі безпеки (Йоркський університет)
- Директор проекту «Південна та Центральна Азія», Йоркський університет
- Старший юрист Центру досліджень Росії та Східної Європи Торонтського університету
- Секретар канадської групи Pugwash

## Праці
- «Росія та Захід: інтеграція та напруженість» в: Дж. Л.Блак і Майкл Джонс Росія після 2012 року: від Путіна до Медведєва до Путіна: безперервність, зміна або революція? Нью-Йорк: Routledge, 2013
- «Росія — відроджена сила?», В: Дж. Л. Блек і Майкл Джонс Від Путіна до Медведєва: безперервність чи зміна? Манікул: Пенумбре Прес, 2009
- «Комуністична партія Російської Федерації», в: Брюс Адамс, Едвард Лаззеріні та Джордж Рюне . Доповнення до сучасної енциклопедії російської та радянської історії, т.5, Academic International Press, 2005
- «Організована злочинність, бізнес та Російська держава», в: Феліа Аллум, Ренате Сіберт Організована злочинність та виклик демократії. Routledge, 2003
- «Геополітика на ринку: безперервність та зміна російської зовнішньої політики», в: Ленард Коен, Брайан Йов, Олександр Моенс Зміна зовнішньої політики в епоху терору. Торонто: Канадський інститут стратегічних досліджень, 2003
- «Цивільно-військові відносини в пострадянській Росії: відновлення» бойового порядку «?» (З Давидом Бетзом), в: Наталі Михайлишин, Харальд фон Рікхофф «Еволюція цивільно-військових відносин у Східній та Центральній Європі» та " колишній Радянський Союз. Вестпорт: видавнича група Greenwood, 2003
- «Політика» Міміки «: справа Східної Європи» (з Петром Дуткевичем), в: Альберт Легаул та Джоел Сокольський . Солдат і держава в епоху після «холодної війни». Кінгстон: Королівський військовий коледж Канади, 2002
- Спів-редактор з Харві Сіммонс: чи є історія фашизму? Вибрані матеріали, представлені на конференції в Йоркському університеті 28-29 жовтня 1999 року. Торонто: Центр міжнародних досліджень та досліджень в галузі безпеки, Йоркський університет, 2001
- «Розширення НАТО як питання російської політики», в: Жак Левешек Майбутнє НАТО: розширення, Росія та європейська безпека. Торонто: МакГілл-Квінс Університет Прес, 1999
- Співдоповідач та співредактор з Джоном Лоуе та Джоном Сіммонс: «Трансформація російських підприємств: від державного контролю до власності працівників». Вестпорт: видавнича група Greenwood, 1995
- Співавтор та співавтор, з Джоном Лоує та Джоном Сіммонс: Преобразивание предприяв. Американський досвід та російська реальність "- перероблене та оновлене російське видання з перерахованого вище. Москва, Вече-Персе, 1997)
- «Радянська сприйняття довгострокових західних змін, цілей та обмежень», в: Клаус Готштайн Взаємне сприйняття довгострокових цілей. Чи можуть Сполучені Штати та Радянський Союз постійно співпрацювати? Campus Verlag — Westview Press, 1991
- «Прайовий край і внешня політика ССШ» («Правосторонній екстремізм та зовнішня політика США»). Москва: Наука, 1987
- «Політична свідомість правого радикалізму», в: Едуард Баталов та Юрій Замошкін . Політичне усвідомлення в США: традиції та сучасність. Переглянутий та розширений випуск. Москва: видавництво «Прогрес», 1984